# 天主教泰泰宗座代牧區
天主教泰泰宗座代牧區（拉丁語：Vicariatus Apostolicus Taytayensis）是菲律賓一個羅馬天主教宗座代牧區，管轄巴拉望省北部。
宗座代牧區於2010年時有教友304,000人、21個堂區和32名司鐸，其主教座堂是聖若瑟主教座堂。現任主教為埃德加多·胡安尼奇。
2002年5月13日自巴拉望宗座代牧區分出，成為宗座代牧區。 